# Unhel
Unhel é uma cidade e uma nagar panchayat no distrito de Ujjain, no estado indiano de Madhya Pradesh.

## Geografia
Unhel está localizada a 23° 20′ N, 75° 34′ L. Tem uma altitude média de 495 metros (1 624 pés).

## Demografia
Segundo o censo de 2001, Unhel tinha uma população de 13 955 habitantes. Os indivíduos do sexo masculino constituem 51% da população e os do sexo feminino 49%. Unhel tem uma taxa de literacia de 56%, inferior à média nacional de 59,5%: a literacia no sexo masculino é de 69% e no sexo feminino é de 44%. Em Unhel, 18% da população está abaixo dos 6 anos de idade.